# Halde Pattberg

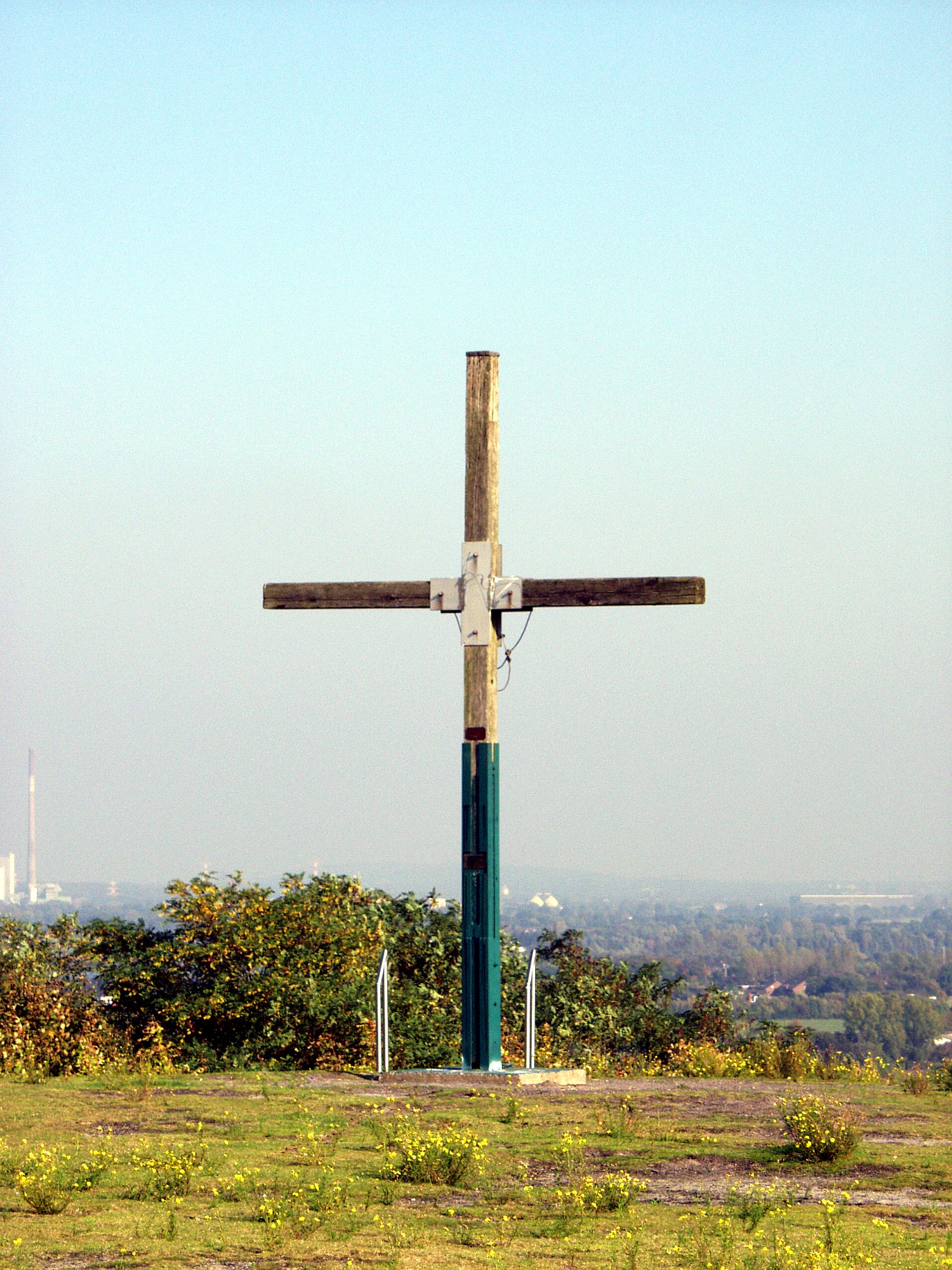
Gipfelkreuz zur Erinnerung an den ersten ökumenischen Gottesdienst auf dem Pattberg am 23. August 1991

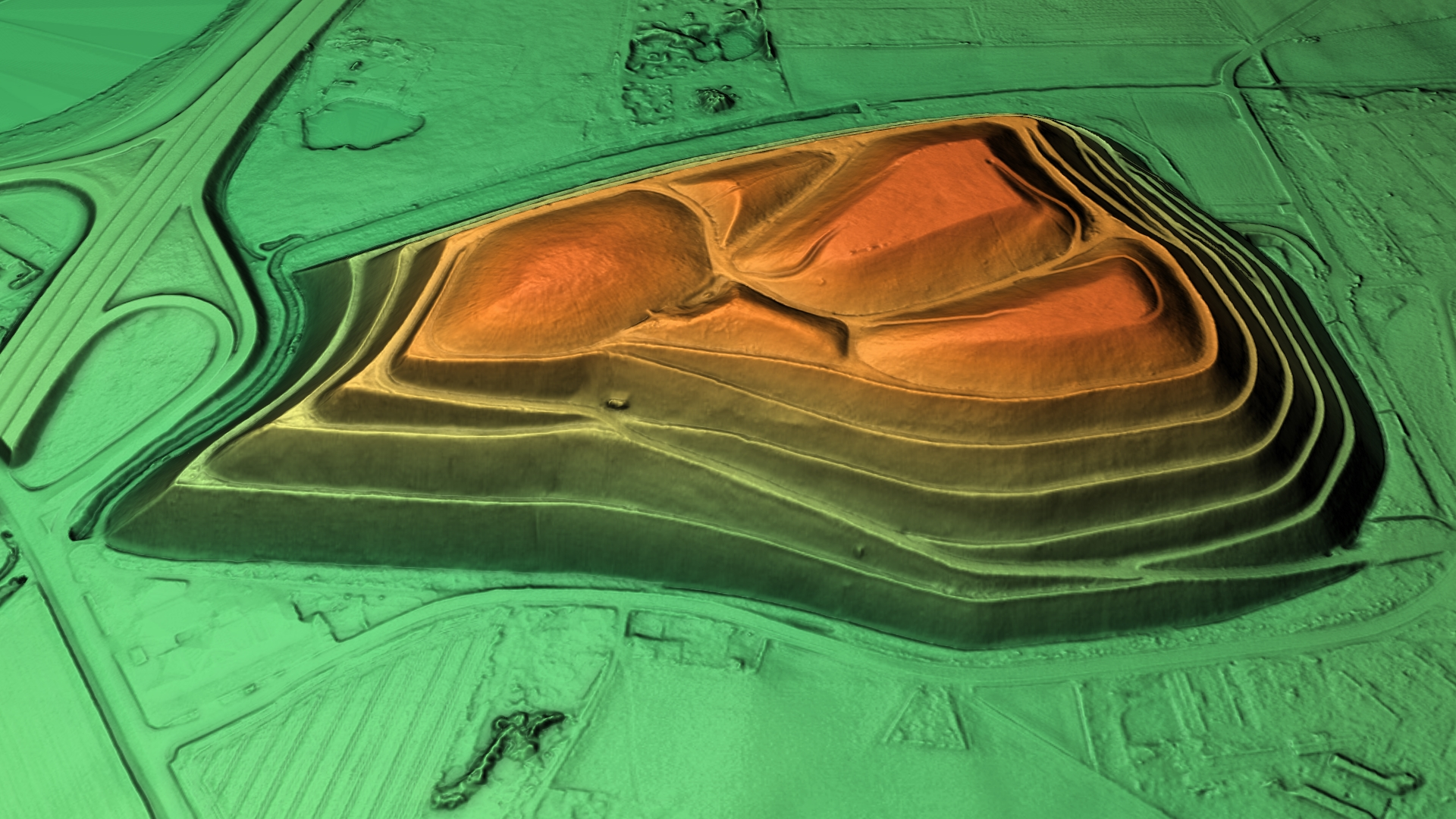
3D-Ansicht des digitalen Geländemodells

Die Halde Pattberg ist eine ehemalige Bergehalde der Zeche Pattberg in Moers Repelen. Anfangs trug sie den Namen der nächstgelegenen Ortschaft: Halde Moers-Repelen.

## Geschichte
Die Aufschüttung der Halde durch das Bergwerk begann 1962 und dauerte über 20 Jahre. Die Halde umfasst eine Fläche von 48 Hektar und hat ein Plateau in rund 75 Metern Höhe. Dort findet sich ein weithin sichtbares Gipfelkreuz.
Die Ruhrkohle AG hatte die Bergehalde als terrassierten Tafelberg geplant. Noch während der Aufschüttung der Halde wurde das Konzept des Landschaftsbauwerks umgesetzt und eine Begrünung und Renaturierung vorgenommen. Heute ist die Halde Teil des Landschaftsparks NiederRhein, der Route der Industriekultur und Mittelpunkt des Niederrheinischen Baumkreises.
Auf der Halde fand bis 2007 regelmäßig ein Drachenfest statt. Nach einem Jahr Pause verlagerten die Veranstalter das Drachenfest 2009 zur Halde Rheinpreußen.

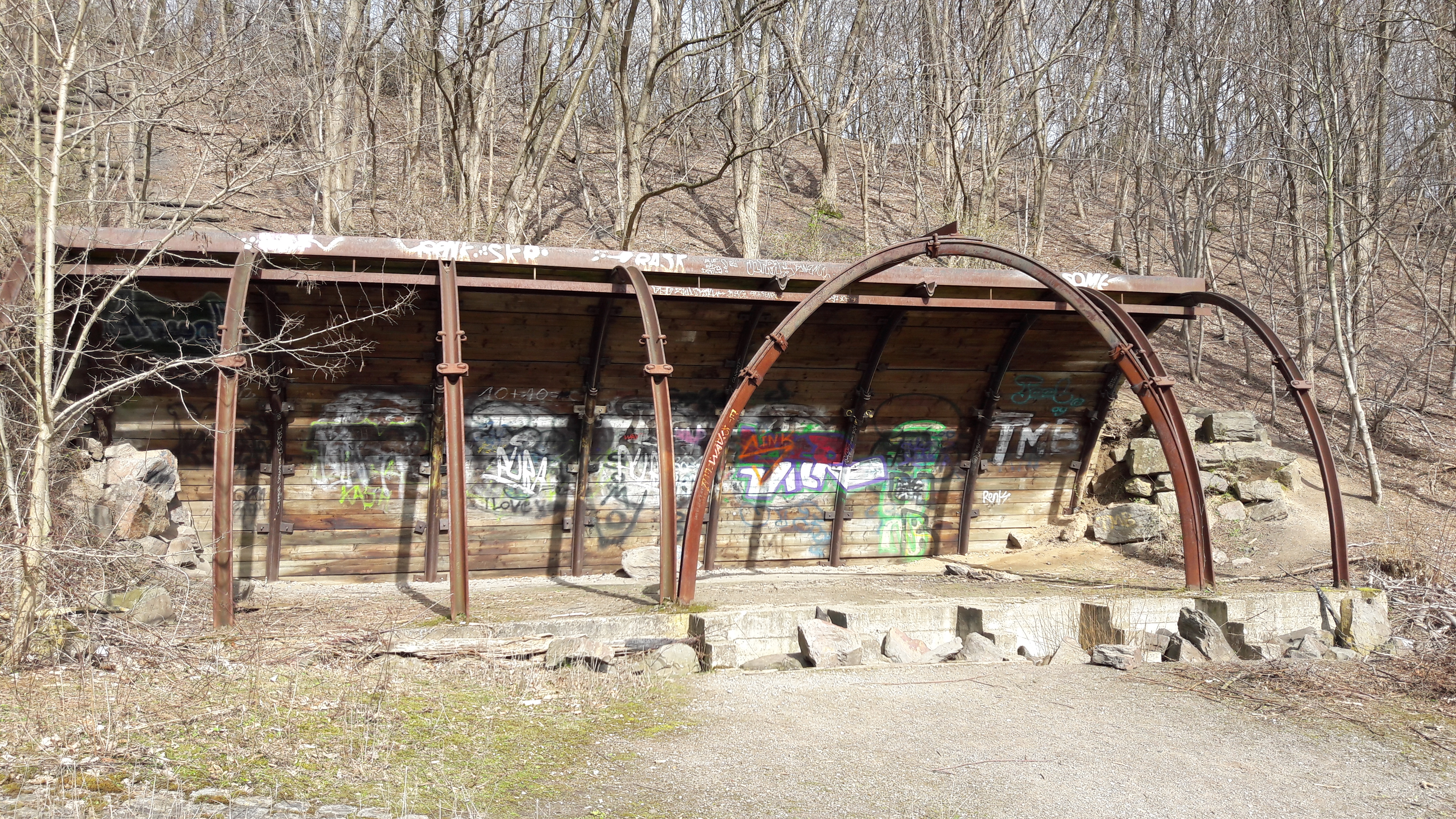
Gleitbogenausbau

Ein zusammen von der Stadt Moers und dem Regionalverband Ruhr (RVR) erarbeitetes Konzept sieht vor, die Halde Pattberg zukünftig als geheimnisvollen Drachenberg zu gestalten. Im Oktober 2010 wurden hingegen Planungen bekannt, auf der Halde Pattberg Windräder zu bauen. In einer Stellungnahme lehnte die Stadt Kamp-Lintfort die Errichtung der Windenergieanlage im November 2012 ab. Genehmigende Behörde ist jedoch der Kreis Wesel.
Funkamateure nutzen seit Anfang der 1980er die exponierte Lage der Bergehalde für Fieldday Wettbewerbe auf Kurzwelle und Ultrakurzwelle. Mit nur fünf Watt Sendeleistung auf Kurzwelle werden hier unter anderem weltweite Funkverbindungen bis Argentinien, in die USA, nach Kanada, Japan, Australien sowie zur Neumayer 3 Forschungsstation in der Antarktis und zur internationalen Raumstation ISS hergestellt. Die Halde Pattberg hat beim Projekt Bergbau und Amateurfunk die Mining Activity Nummer DL118.

## Panorama-Ansicht

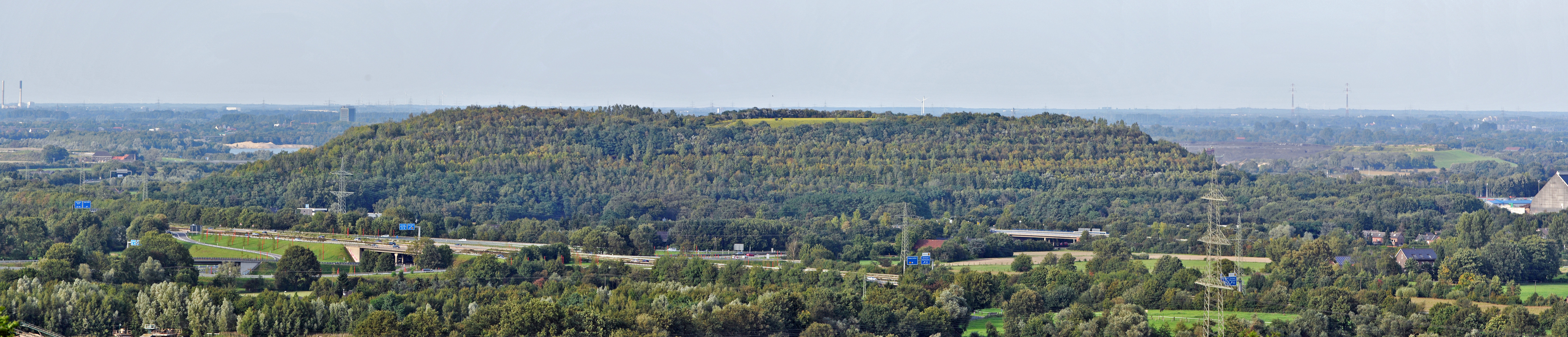
Komplette Südseite der Halde Pattberg, das davor liegende Autobahnkreuz Kamp-Lintfort ist ebenfalls zu erkennen